# Rajon Beresiwka
Der Rajon Beresiwka (ukrainisch Березівський район/Beresiwskyj rajon; russisch Березовский район/Beresowski rajon) ist eine administrative Einheit in der Oblast Odessa im Süden der Ukraine mit der Stadt Beresiwka als Zentrum.

## Geographie
Der Rajon liegt im mittleren Osten der Oblast Odessa, er grenzt im Norden an den Rajon Perwomajsk (in der Oblast Mykolajiw), im Osten an den Rajon Wosnessensk (Oblast Mykolajiw), im Südosten an den Rajon Mykolajiw (Oblast Mykolajiw), im Süden an den Rajon Odessa, im Westen an den Rajon Rosdilna sowie im Nordwesten an den Rajon Podilsk.
Durch den Rajon fließen die Flüsse Tylihul und Zareha. Das Gebiet ist eher flach mit Höhenlagen zwischen 20 und 130 Metern (höchste Erhebung 163 Meter) und gehört zum Schwarzmeertiefland, im Süden des Rajons beginnt der Tylihul-Liman.

## Geschichte
Der Rajon entstand 1923, seit 1991 ist er Teil der heutigen Ukraine.
Am 17. Juli 2020 kam es im Zuge einer großen Rajonsreform zur Auflösung des alten Rajons und einer Neugründung unter Vergrößerung des Rajonsgebietes um die Rajone Iwaniwka, Mykolajiwka und Schyrjajewe (ohne Teile der Gemeinden Zebrykowe und Dolynske) sowie Teilen des Rajons Welyka Mychajliwka und des Rajons Lyman.

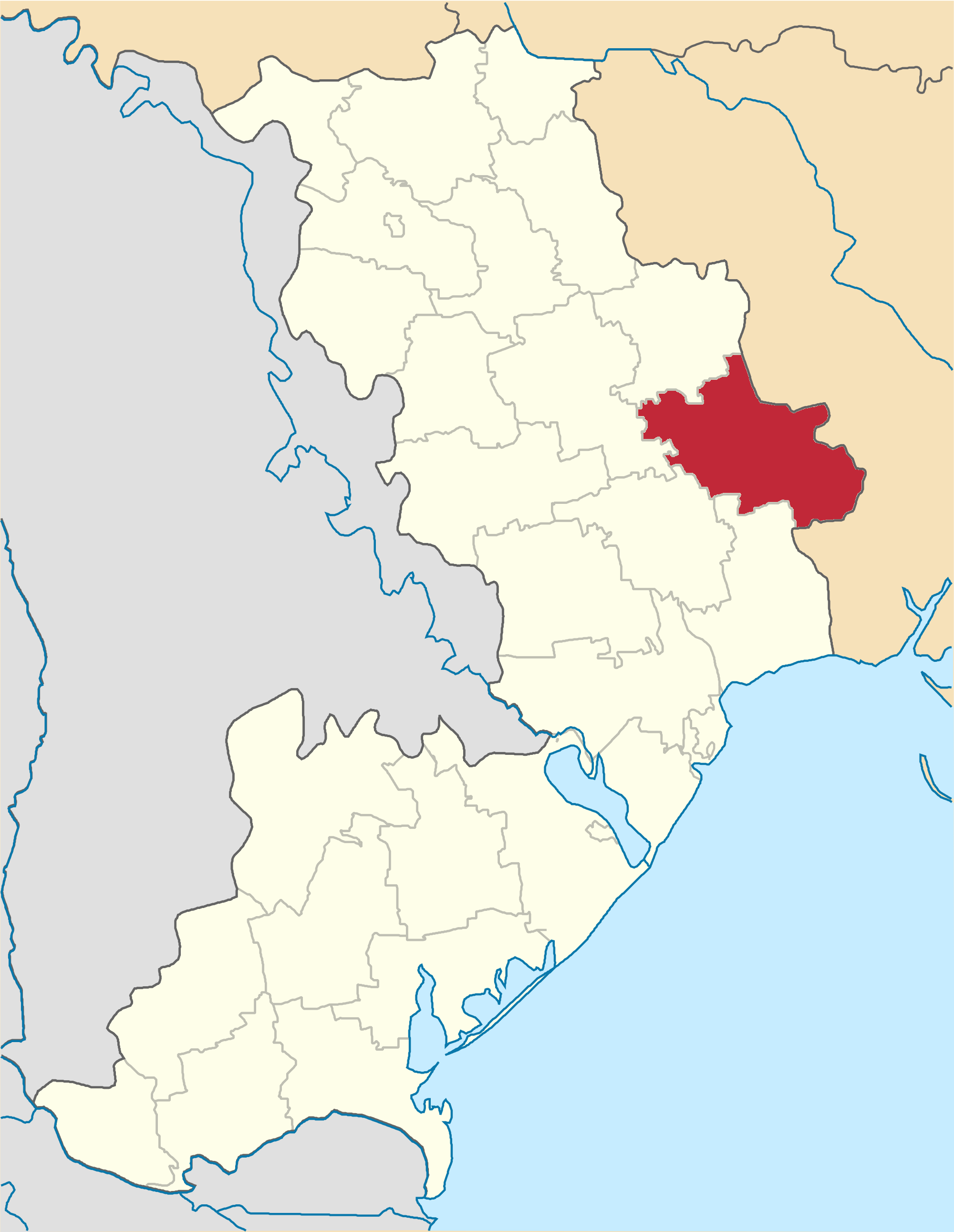
Rajonsgebiet bis Juli 2020
Rajonsgebiet ab Juli 2020

## Administrative Gliederung
Auf kommunaler Ebene ist der Rajon in 16 Hromadas (1 Stadtgemeinden, 4 Siedlungsgemeinden und 11 Landgemeinden) unterteilt, denen jeweils einzelne Ortschaften untergeordnet sind.
Zum Verwaltungsgebiet gehören:
- 1 Stadt
- 6 Siedlungen städtischen Typs
- 219 Dörfer

Die Hromadas sind im Einzelnen:
- Stadtgemeinde Beresiwka
- Siedlungsgemeinde Iwaniwka
- Siedlungsgemeinde Mykolajiwka
- Siedlungsgemeinde Rauchiwka
- Siedlungsgemeinde Schyrjajewe
- Landgemeinde Konopljane
- Landgemeinde Kurissowe
- Landgemeinde Nowokaltschewe
- Landgemeinde Petrowiriwka
- Landgemeinde Roskwit
- Landgemeinde Snamjanka
- Landgemeinde Stari Majaky
- Landgemeinde Strjukowe
- Landgemeinde Tschernowe
- Landgemeinde Tschohodariwka
- Landgemeinde Welykyj Bujalyk

Bis Juli 2020 waren es 1 Stadtratsgemeinden, 1 Siedlungsratsgemeinde und 18 Landratsgemeinden, denen jeweils einzelne Ortschaften untergeordnet waren.
Zum Verwaltungsgebiet gehörten:
- 1 Stadt
- 1 Siedlung städtischen Typs
- 62 Dörfer

### Stadt
| Städte                   | Städte     | Städte                |
| Name                     | Name       | Name                  |
| ukrainisch transkribiert | ukrainisch | russisch              |
| ------------------------ | ---------- | --------------------- |
| Beresiwka                | Березівка  | Березовка (Beresowka) |

### Siedlung städtischen Typs
| Siedlungen städtischen Typs | Siedlungen städtischen Typs | Siedlungen städtischen Typs |
| Name                        | Name                        | Name                        |
| ukrainisch transkribiert    | ukrainisch                  | russisch                    |
| --------------------------- | --------------------------- | --------------------------- |
| Rauchiwka                   | Раухівка                    | Рауховка (Rauchowka)        |

### Dörfer
| Dörfer                                         | Dörfer                            | Dörfer                                                                | Dörfer                 |
| Name                                           | Name                              | Name                                                                  | Gemeindezuordnung      |
| ukrainisch transkribiert                       | ukrainisch                        | russisch                                                              | Gemeindezuordnung      |
| ---------------------------------------------- | --------------------------------- | --------------------------------------------------------------------- | ---------------------- |
| Anatoliwka                                     | Анатолівка                        | Анатольевка (Anatoljewka)                                             | Anatoliwka             |
| Antoniwka                                      | Антонівка                         | Антоновка (Antonowka)                                                 | Anatoliwka             |
| Balajtschuk                                    | Балайчук                          | Балайчук                                                              | Marynowe               |
| Danyliwka                                      | Данилівка                         | Даниловка (Danilowka)                                                 | Stawkowe               |
| Demydowe                                       | Демидове                          | Демидово (Demidowo)                                                   | Demydowe               |
| Donska Balka                                   | Донська Балка                     | Донская Балка (Donskaja Balka)                                        | Stepaniwka             |
| Donske                                         | Донське                           | Донское (Donskoje)                                                    | Stepaniwka             |
| Huljajiwka                                     | Гуляївка                          | Гуляевка (Guljajewka)                                                 | Huljajiwka             |
| Iwaniwka                                       | Іванівка                          | Ивановка (Iwanowka)                                                   | Rjasnopil              |
| Jasnopillja                                    | Яснопілля                         | Яснополье (Jasnopolje)                                                | Jasnopillja            |
| Jurkowe                                        | Юркове                            | Юрково (Jurkowo)                                                      | Mychajliwka            |
| Karnahorowe                                    | Карнагорове                       | Карнагорово (Karnagorowo)                                             | Stepaniwka             |
| Kossiwka                                       | Косівка                           | Косовка (Kossowka)                                                    | Stepaniwka             |
| Kotowka (bis 2016 Kotowske)                    | Котовка (Котовське)               | Котовка/Котовское (Kotowskoje)                                        | Mychajliwka            |
| Krasne                                         | Красне                            | Красное (Krasnoje)                                                    | Anatoliwka             |
| Krynytschky                                    | Кринички                          | Кринички (Krinitschki)                                                | Roskwit                |
| Kudrjawka                                      | Кудрявка                          | Кудрявка                                                              | Jasnopillja            |
| Lanowe                                         | Ланове                            | Лановое (Lanowoje)                                                    | Wiktoriwka             |
| Marjaniwka                                     | Мар'янівка                        | Марьяновка (Marjanowka)                                               | Huljajiwka             |
| Marynowe                                       | Маринове                          | Мариново (Marinowe)                                                   | Marynowe               |
| Mychajliwka (bis 2016 Tscherwonowolodymyriwka) | Михайлівка (Червоноволодимирівка) | Михайловка (Michailowka)/Червоновладимировка (Tscherwonowladimirowka) | Mychajliwka            |
| Mychajlo-Oleksandriwka                         | Михайло-Олександрівка             | Михайло-Александровка (Michailo-Alexandrowka)                         | Mychajlo-Oleksandriwka |
| Nejkowe                                        | Нейкове                           | Нейково (Neikowo)                                                     | Stawkowe               |
| Nowohryhoriwka                                 | Новогригорівка                    | Новогригоровка (Nowogrigorowka)                                       | Jasnopillja            |
| Nowokaltschewe (bis 2016 Tscherwonoarmijske)   | Новокальчеве (Червоноармійське)   | Новокальчево (Nowokaltschewo)/Червоноармейское (Tscherwonoarmeiskoje) | Nowokaltschewe         |
| Nowopodilske                                   | Новоподільське                    | Новоподольское (Nowopodolskoje)                                       | Nowoseliwka            |
| Nowoseliwka                                    | Новоселівка                       | Новосёловка (Nowosjolowka)                                            | Nowoseliwka            |
| Odradna Balka                                  | Одрадна Балка                     | Отрадная Балка (Otradnaja Balka)                                      | Huljajiwka             |
| Onoriwka                                       | Онорівка                          | Оноровка (Onorowka)                                                   | Roskwit                |
| Osnowa                                         | Основа                            | Основа                                                                | Rjasnopil              |
| Petriwka                                       | Петрівка                          | Петровка (Petrowka)                                                   | Rjasnopil              |
| Riwne                                          | Рівне                             | Ровное (Rownoje)                                                      | Stawkowe               |
| Rjasnopil                                      | Ряснопіль                         | Ряснополь (Rjasnopol)                                                 | Rjasnopil              |
| Rosdol                                         | Роздол                            | Раздол (Rasdol)                                                       | Wiktoriwka             |
| Roskwit                                        | Розквіт                           | Розквит                                                               | Roskwit                |
| Sacharowe                                      | Сахарове                          | Сахарово (Sacharowo)                                                  | Huljajiwka             |
| Sadowe                                         | Садове                            | Садовое (Sadowoje)                                                    | Wynohradne             |
| Sawodiwka                                      | Заводівка                         | Заводовка (Sawodowka)                                                 | Sawodiwka              |
| Sbroschkiwka                                   | Зброжківка                        | Зброжковка (Sbroschkowka)                                             | Nowoseliwka            |
| Schewtschenkowe                                | Шевченкове                        | Шевченково (Schewtschenkowo)                                          | Schewtschenkowe        |
| Schutowe                                       | Шутове                            | Шутово (Schutowo)                                                     | Roskwit                |
| Selenopillja                                   | Зеленопілля                       | Зеленополье (Selenopolje)                                             | Rjasnopil              |
| Semychatky                                     | Семихатки                         | Семихатки (Semichatki)                                                | Nowokaltschewe         |
| Slatoustowe                                    | Златоустове                       | Златоустово (Slatoustowo)                                             | Slatoustowe            |
| Sofijiwka                                      | Софіївка                          | Софиевка (Sofijewka)                                                  | Slatoustowe            |
| Stawkowe                                       | Ставкове                          | Ставковое (Stawkowoje)                                                | Stawkowe               |
| Stepaniwka                                     | Степанівка                        | Степановка (Stepanowka)                                               | Stepaniwka             |
| Suchyne                                        | Сухине                            | Сухино (Suchino)                                                      | Rjasnopil              |
| Taniwka (bis 2016 Wowkowe)                     | Танівка (Вовкове)                 | Таневка (Tanewka)/Волково (Wolkowo)                                   | Stepaniwka             |
| Trawnewe                                       | Травневе                          | Травневое (Trawnewoje)                                                | Nowokaltschewe         |
| Tscherwone                                     | Червоне                           | Червоное (Tscherwonoje)                                               | Stepaniwka             |
| Tschornohirka                                  | Чорногірка                        | Черногорка (Tschernogorka)                                            | Stepaniwka             |
| Tschudske (bis 2016 Kotowske)                  | Чудське (Котовське)               | Чудское (Tschudskoje)/Котовское (Kotowskoje)                          | Roskwit                |
| Tschyhyryn                                     | Чигирин                           | Чигирин (Tschigirin)                                                  | Schewtschenkowe        |
| Tschyschowe                                    | Чижове                            | Чижево (Tschischewo)                                                  | Sawodiwka              |
| Uljaniwka                                      | Улянівка                          | Ульяновка (Uljanowka)                                                 | Nowokaltschewe         |
| Wessele                                        | Веселе                            | Весёлое (Wessjoloje)                                                  | Anatoliwka             |
| Wesselyniwka                                   | Веселинівка                       | Веселиновка (Wesselinowka)                                            | Mychajlo-Oleksandriwka |
| Wiktoriwka                                     | Вікторівка                        | Викторовка (Wiktorowka)                                               | Wiktoriwka             |
| Wynohrad (bis 2016 Schowtniwka)                | Виноград (Жовтнівка)              | Виноград (Winograd)/Жовтневка (Schowtnewka)                           | Sawodiwka              |
| Wynohradne                                     | Виноградне                        | Виноградное (Winogradnoje)                                            | Wynohradne             |
| Wyschnewe (bis 2016 Tscherwonyj Ahronom)       | Вишневе (Червоний Агроном)        | Вишнёвое (Wischnjowoje)/Червоный Агроном (Tscherwony Agronom)         | Roskwit                |